# Reserva forestal de Hurulu
La reserva forestal de Hurulu de Sri Lanka fue designada como reserva de la biosfera en enero de 1977. La reserva forestal es un hábitat importante del elefante de Sri Lanka. La reserva forestal de Hurulu representa los bosques secos de hoja perenne de Sri Lanka. Hay muchas otras áreas protegidas situadas alrededor de la reserva del bosque de Hurulu. La reserva natural estricta de Ritigala, Minneriya-Girithale y las reservas naturales de las marismas del Mahaweli Ganga, el parque nacional Wasgamuwa y el santuario Kahalla-Pallekele. En el borde de la Reserva Forestal Hurulu se encuentra el Hurulu Eco Park, que ofrece safaris en jeep.

## Características físicas
La temperatura media anual es de 27,3 °C. y el área recibe 1,600 mm de precipitación anualmente. Hay una estación seca de tres a seis meses durante los meses de abril/mayo a septiembre. La elevación oscila entre 90 y 150 m sobre el nivel del mar.

## Flora y fauna
Chloroxylon swietenia (Sinhalese "Burutha"), Manilkara hexandra ("Palu") y Diospyros ebenum ("Kaluwara") son las especies de árboles dominantes. La tortuga de estrella india, el gallo de Ceilán, el elefante de Sri Lanka, el leopardo de Sri Lanka y el gato herrumbroso se encuentran entre las especies en peligro de la reserva forestal..

## Impacto humano
No hay registro del número de personas que viven en la reserva forestal. La agricultura itinerante es su principal medio de vida. El elefante de Sri Lanka es conocido por su comportamiento migratorio y lo hace especialmente en la estación seca entre los bosques situados alrededor de la zona. La expansión de los asentamientos humanos y la tala de los bosques dio lugar a un enfrentamiento entre los humanos y los elefantes. El traslado de las especies amenazadas es la solución normalmente adoptada para resolver el problema.
Pero el traslado no ha sido una buena solución ya que algunos de los elefantes trasladados están regresando a su hábitat original. Recientemente, un gran macho adulto abandonó la reserva forestal Hurulu para volver su hábitat original, viajando durante un mes y 243 km después de ser trasladado desde el parque nacional Somawathiya, a 93 km en línea recta. Sus vagabundeos fueron rastreados por un radiocollar. El fuerte apego de los elefantes a su área de origen está siendo acreditado por estos retornos.

## Animales en peligro de extinción de la reserva forestal de Hurulu

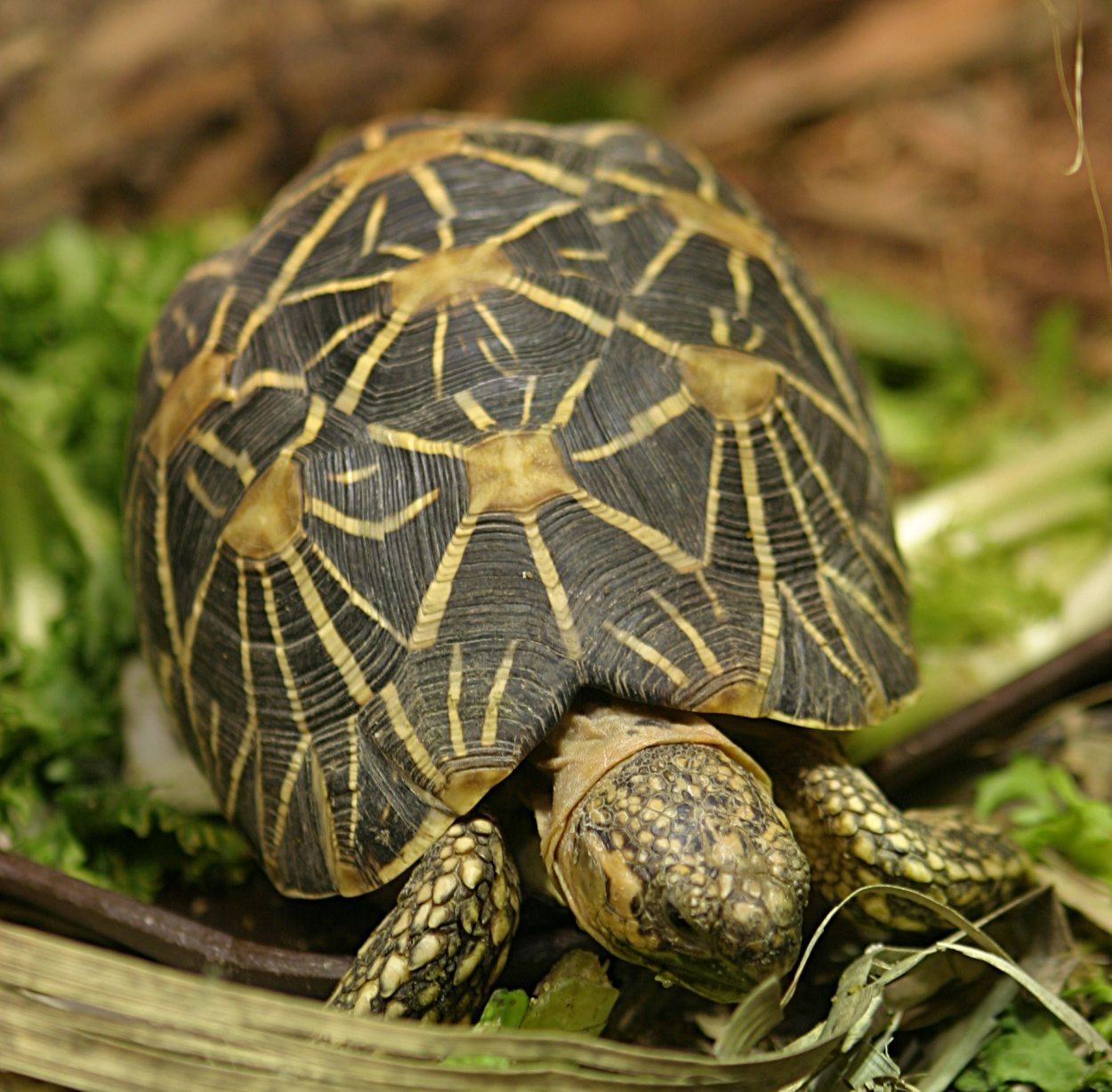
Tortuga de estrella india
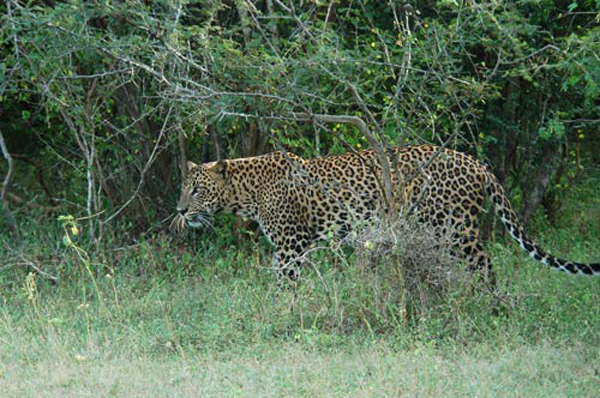
Leopardo de Sri Lanka
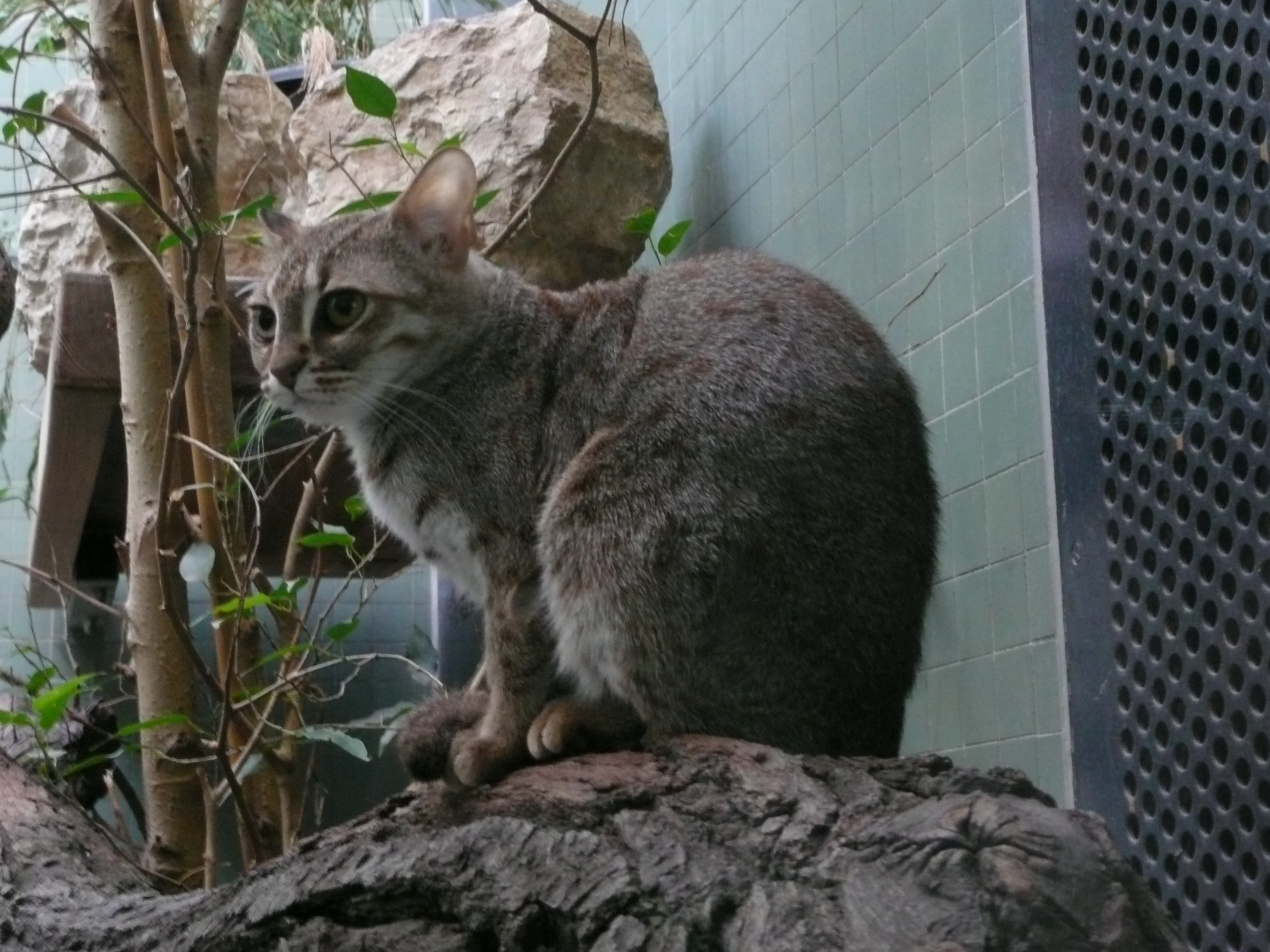
Gato herrumbroso